# Snowflakes of Love
A Snowflakes of Love Toni Braxton amerikai énekesnő első kislemeze Snowflakes című karácsonyi albumáról, mely az énekesnő negyedik albuma. A dal egy Isaac Hayes-mű instrumentális változatát használja fel, melyet Hayes az 1974-es Truck Turner című film zenéjéhez szerzett.

## Számlista
CD kislemez (USA, promó)
1. Snowflakes of Love (Radio Edit) – 4:06
2. Snowflakes of Love (Instrumental) – 4:06

## Helyezések
| Slágerlista (2002)                          | Legmagasabb helyezés |
| ------------------------------------------- | -------------------- |
| USA Billboard Hot Adult Contemporary Tracks | 25                   |